# Owen Morris
Owen Morris (Caernarfon, 13 maggio 1968) è un produttore discografico gallese, noto per aver lavorato con gruppi quali gli Oasis e i Verve.

## Biografia
Ha iniziato a lavorare nel mondo della musica come ingegnere del suono presso lo studio Spaceward a Cambridge, quando aveva 16 anni. Ha continuato con questo mestiere fino al 1994, quando si è occupato del missaggio e del mastering del disco d'esordio degli Oasis, Definitely Maybe, uscito nel 1994, per poi produrre anche i due successivi album della band, (What's the Story) Morning Glory? (1995) e Be Here Now (1997). Morris appare sulla copertina di (What's the Story) Morning Glory?, con in mano una versione in vinile dell'album. 
Ha prodotto anche l'album A Northern Soul dei Verve (1995), il disco Floored dei Pusherman (1996) e gli album 1977 (1996) e Free All Angels (2000) degli Ash, oltre a For God's Sake, l'album di debutto nel Regno Unito del cantautore thailandese Sek Loso. Nel 2005 ha prodotto il disco d'esordio dei Paddingtons, First Comes First, mentre nel 2006 ha prodotto Hats Off to the Buskers, il disco d'esordio dei View, per i quali si è occupato anche della produzione del disco Which Bitch?, pubblicato nel 2009.
Ha effettuato il missaggio di vari brani dei Kaiser Chiefs per l'album The Future Is Medieval (2011), tra cui il singolo di lancio Little Shocks. Nel 2011 si è occupato di comporre ed eseguire la colonna sonora del film di Ronnie Thompson Tower Block. Ha prodotto anche varie tracce per i Madness.
Nel 2013 ha curato, con Ian Cooper, il remastering dei dischi degli Oasis Definitely Maybe, (What's the Story) Morning Glory? e Be Here Now, ripubblicati nel 2014 in occasione del ventennale dell'uscita di Definitely Maybe. 
Nel 2014 ha missato vari brani dei Jackals inseriti nell'album The Glorious, oltre ad aver collaborato con la cantante italiana Nathalie. Nello stesso anno ha prodotto il disco della band spagnola Stay e della band statunitense Prehab.
Nel 2015 ha prodotto il disco d'esordio del trio edimburghese Miracle Glass Company. Nel 2016 ha prodotto l'EP del cantautore britannico Glenn Smyth, A Sense of Freedom. 